# 98494 Marsupilami
98494 Marsupilami este o planetă minoră (asteroid) din centura de asteroizi. A fost descoperită pe 27 octombrie 2000 la Le Creusot de Jean-Claude Merlin⁠(d) și a fost numită după Marsupilami⁠(d). 
Obiectul prezintă o orbită caracterizată de o semiaxă mare de 2,3706061412079 UAi, o excentricitate de 0,16, o înclinație de 3,568 ° în raport cu ecliptica.